# Route nationale 617
Die Route nationale 617, kurz N 617 oder RN 617, war eine französische Nationalstraße, die von 1933 bis 1973 zwischen Canet-Plage und Perpignan verlief. Ihre Länge betrug 14 Kilometer.